# Fiorello La Guardia
Fiorello Henry La Guardia, nato Fiorello Enrico La Guardia (New York, 11 dicembre 1882 – New York, 20 settembre 1947), è stato un politico statunitense di origini italiane, sindaco di New York dal 1934 al 1945.
Era familiarmente chiamato The Little Flower sia per la sua bassa statura (157 cm) che in riferimento al suo nome di nascita, di cui il soprannome era la traduzione.

## Biografia

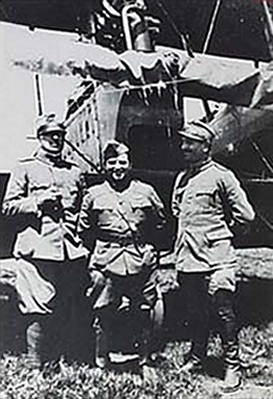
Fiorello La Guardia tra due ufficiali italiani di fronte a un Ca.44, 1918 circa

Fiorello La Guardia (o LaGuardia come il cognome viene normalmente scritto negli Stati Uniti) nacque nel Greenwich Village, un quartiere di Manhattan (New York), l'11 dicembre 1882, figlio di Achille La Guardia, un immigrato italiano originario di Cerignola e di religione cattolica (sebbene non praticante), di professione musicista, che nel 1885 sarebbe divenuto direttore della banda dell'11 U.S. Infantry, e di Irene Coen Luzzatto, un'ebrea italiana originaria di Trieste, nipote per ramo materno dell'ebraista, poeta e storico Samuel David Luzzatto.
Il piccolo Fiorello segue la famiglia nei vari luoghi dove il padre è inviato per servizio: a Fort Sully (nel South Dakota), Watertown (nello Stato di New York) e infine in Arizona. Riceve dal padre una solida educazione musicale sin da piccolo e da parte della madre eredita la ricchissima tradizione poliglotta mitteleuropea. Per quanto riguarda la pratica religiosa, Fiorello viene educato nella Chiesa episcopaliana e rimarrà membro di questa Chiesa protestante per tutta la vita.

Il padre, gravemente ammalatosi durante la guerra ispano-americana, nel 1898 lascia l'esercito americano e si trasferisce con la famiglia a Trieste, alloggiando presso la casa di famiglia della moglie Irene. La Guardia trova il suo primo lavoro presso i consolati statunitensi di Budapest, Trieste e Fiume nel periodo 1901-1906. Molti immigrati europei giungono negli Stati Uniti partendo proprio dai porti di Trieste e Fiume; così, La Guardia ha modo di approfondire le lingue apprese in famiglia.
Quando nel 1906 fa ritorno a New York, La Guardia, oltre naturalmente all'inglese, parla correntemente sette lingue: italiano, francese, tedesco, ungherese, croato, ebraico e yiddish. Negli Stati Uniti trova lavoro come interprete per il Servizio Immigrazione a Ellis Island (nel New Jersey), studiando, nel frattempo, legge presso la New York University. Nel 1910 inizia a esercitare la professione legale e, nel 1915, diventa assistente procuratore generale di New York. Nel 1916 diventa il primo italo-americano ad essere eletto al Congresso degli Stati Uniti come rappresentante del Lower East Side di Manhattan per il Partito Repubblicano.
Durante la prima guerra mondiale, tra il 1917 e il 1919, si arruola nell'American Expeditionary Force (AEF) (poi US Army Air Service) con il grado di tenente. Diviene il comandante dei piloti statunitensi addestrati e di stanza in Italia, arrivando fino al grado di maggiore, quando, il 14 settembre 1918, vola con la 5ª Squadriglia, bombardando l'aeroporto di Pergine Valsugana. I piloti statunitensi in Italia erano inquadrati all'interno dei reparti da bombardamento italiani sul fronte austriaco. Tali reparti erano equipaggiati con i trimotori Caproni, tipicamente Ca.33 e Ca.44/Ca.45, dei quali anche lo stesso La Guardia fu un estimatore. Insieme a Pietro Negrotto attraversa le linee nemiche e bombarda obiettivi austriaci.
Il successo dell'impresa viene amplificato dai giornali e riceve un invito a un ricevimento dal re, dove incontra anche Gabriele D'Annunzio. Al termine del conflitto viene rieletto per cinque mandati consecutivi come rappresentante del collegio italiano ed ebraico di East Harlem. Critica il presidente Hoover per la sua incapacità di affrontare la cosiddetta Grande depressione del 1929 e si oppone apertamente al proibizionismo.

## Sindaco di New York

La Guardia (secondo da destra) lascia la Casa Bianca dopo aver incontrato il presidente Roosevelt

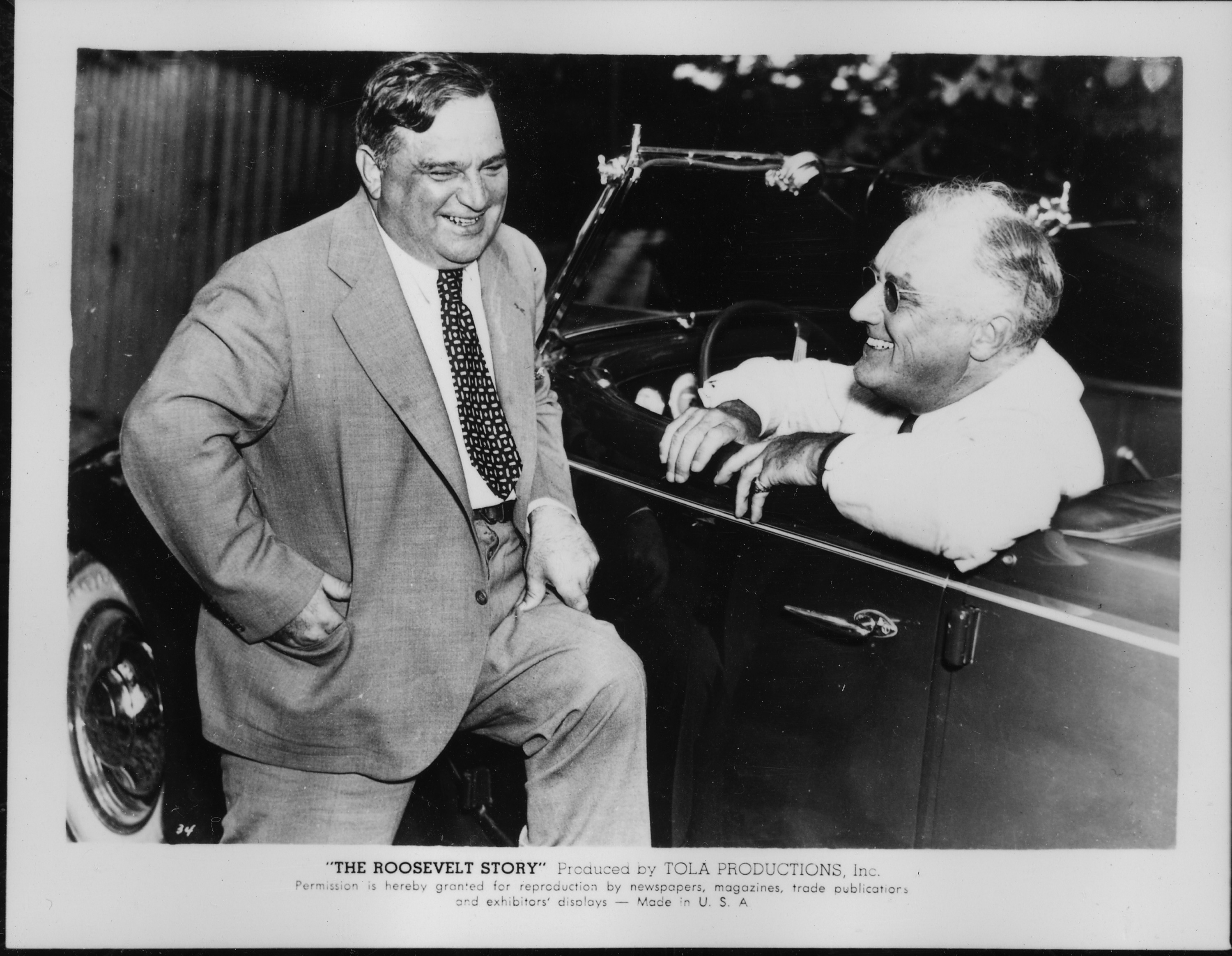
Il sindaco La Guardia e il presidente degli Stati Uniti Franklin Delano Roosevelt. Grandi collaboratori ed amici, pur appartenendo a partiti contrapposti, furono accomunati dalla condivisione dei principi del New Deal che La Guardia applicò alla realtà di New York City.

Nel novembre 1933, presentandosi come candidato di opposizione a Tammany Hall (Partito Democratico di New York), viene eletto sindaco da una coalizione composta dai repubblicani e dal Partito Americano del Lavoro per il primo di tre mandati consecutivi e promuove la ripresa economica, incoraggiando i lavori pubblici, la politica sociale e aumentando i servizi pubblici. Nei dodici anni seguenti si guadagna la fama di onesto ed efficiente amministratore.
Attacca duramente il fascismo e il nazismo americani; quando i nazisti gli appioppano l'etichetta di sindaco ebreo di New York, risponde spiritosamente: "Non avevo mai creduto di avere abbastanza sangue ebraico nelle vene da giustificare il fatto di potermene vantare". Negli anni 1930, per combattere le organizzazioni criminali, vuole rendere illegali i pinball (flipper); dopo 6 anni una corte del Bronx classifica quelle macchine come gioco d'azzardo e le rende illegali: in meno di tre settimane il New York Police Department confisca e distrugge più di tremila flipper. La Guardia dona i rottami di metallo al governo per sostenere la guerra degli Stati Uniti contro i nazisti tedeschi. Si dimezza lo stipendio di sindaco.
Nel 1938 promuove uno studio approfondito sugli effetti del fumo di marijuana, dal momento che in quegli anni il Federal Bureau of Narcotics, diretto da Harry Anslinger, con un'aspra campagna giornalistica contro la canapa indiana aveva portato alla proibizione della stessa con il Marijuana Tax Act, e nel 1944 pubblica il Rapporto La Guardia. Tale studio, condotto dalla New York Academy of Medicine, rimane tuttora una delle poche ricerche mediche ufficiali condotte sull'uso di questa sostanza.
La Guardia tenne sempre un atteggiamento estremamente deciso contro Hitler e Mussolini. Nell'agosto del 1940, mentre la guerra si profila all'orizzonte, Roosevelt pensa a La Guardia come ministro della guerra, ma poi lo nomina presidente della parte americana del Defense Board americano-canadese. Nel febbraio del 1943 La Guardia ritiene sia suo dovere chiedere a Roosevelt di poter tornare in servizio attivo nelle Forze Armate col grado di generale di brigata, ma il Presidente respinge la richiesta, considerando fondamentale l'appoggio che riceve da La Guardia come sindaco, soprattutto per tutta la rete di relazioni certe e affidabili, al di sopra dei partiti, che La Guardia gli mette a disposizione. I due, infatti, pur essendo completamente diversi, si appoggiano reciprocamente. Massone, Fiorello La Guardia fu membro della Loggia "Garibaldi N. 542" di New York City.
Nel 1944 sua sorella maggiore, Gemma La Guardia Gluck, che viveva in Ungheria, identificata come sorella di Fiorello, fu arrestata dai nazisti assieme al marito (anch'egli ebreo), alla figlia, al genero e al nipotino. Fu trattenuta dapprima a Mauthausen con il marito e poi internata nel campo di concentramento di Ravensbrück, dove erano stati condotti anche la figlia e il nipotino. I nazisti risparmiarono loro la vita nella speranza di poterli usare per uno scambio di prigionieri, che mai avvenne. Le due donne (e il nipotino) sopravvissero alla prigionia, non così i loro mariti.
Dopo la guerra fecero domanda di emigrare negli Stati Uniti. Con la morte del marito Gemma aveva riottenuto la cittadinanza americana, ma la figlia e il nipotino come cittadini ungheresi si trovarono di fronte all'iniziale opposizione delle autorità americane e a estenuanti attese. Fiorello, legatissimo alla sorella, ma fedele al suo atteggiamento integerrimo, aiutò in ogni possibile modo i propri familiari, ma si oppose che a loro fosse applicato alcun favoritismo; alla fine, nel maggio 1947, la famiglia poté riunirsi a New York. L'autobiografia di Gemma, pubblicata nel 1961, è un'importantissima testimonianza delle vicende di una famiglia ebrea ungherese vittima dell'Olocausto e sulle terribili condizioni di vita nel campo di concentramento di Ravensbrück, ma offre anche vivide memorie sull'infanzia trascorsa in America con il fratello Fiorello e i genitori.

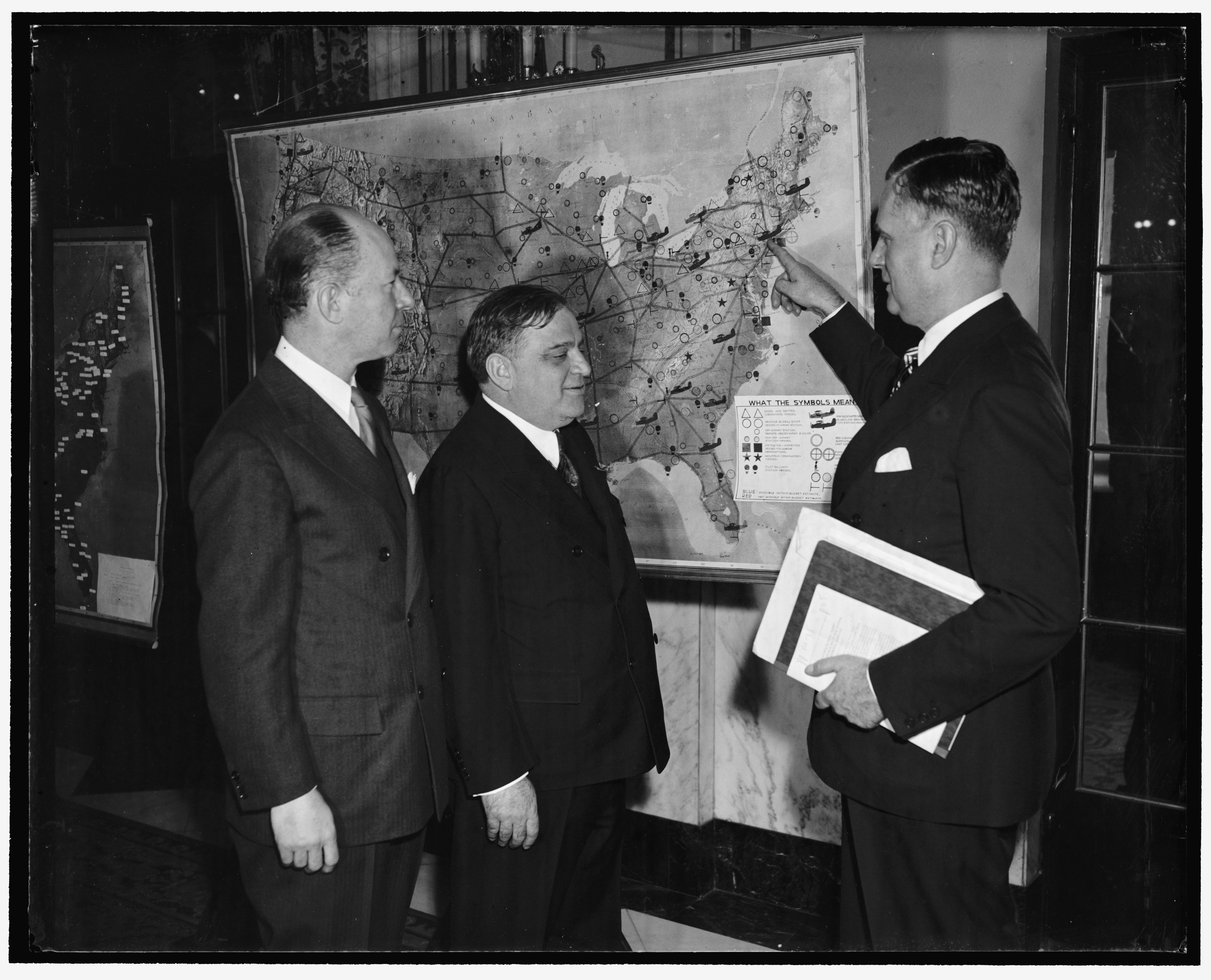
La Guardia nel 1939

Nel maggio del 1945 La Guardia annunciò che non si sarebbe candidato per un quarto mandato; prima di ritirarsi lesse alla radio i fumetti ai ragazzi di New York durante uno sciopero dei giornali. Nel 1946, il presidente Harry Truman lo nominò Direttore dell'UNRRA (United Nations Relief and Rehabilitation Administration). Il 1º giugno 1947 venne reso operativo il "Fiorello LaGuardia Airport", secondo aeroporto di New York, che gli venne dedicato per l'importanza che egli aveva avuto nella città; morì di cancro al pancreas il 20 settembre di quello stesso anno, ricevendo poi sepoltura nel Woodlawn Cemetery di New York. Onesto ed incorruttibile, quando morì, nonostante la sua posizione offrisse il fianco ad occasioni di corruzione, possedeva solo 8000 dollari.

## Opere
- Fiorello H. La Guardia. The Making of an Insurgent: An Autobiography, 1882-1919, Philadelphia, PA: Lippincott, 1948.

## Influenza nella cultura di massa
- Nel film Ghostbusters II - Acchiappafantasmi II, quando Vigo von Homburg Deutschendorf, demoniaco principe dei Carpazi e Moldavia vissuto nel XVI secolo, è ormai pronto a reincarnarsi in un neonato alla mezzanotte del 31 dicembre, sulla città di New York si scatenano fantasmi, ectoplasmi e svariati altri fenomeni paranormali, come ad esempio l'arrivo del Titanic al porto. Il sindaco Lenny dice di aver trascorso un'ora nel cuore della notte a parlare con lo spirito di La Guardia, morto ormai da quarant'anni.
- La Guardia e un suo discorso alla radio sono citati ne Il partigiano Johnny di Beppe Fenoglio. Il sindaco di New York incita gli italiani alla ribellione contro i nazifascisti con un discorso in uno stentato italiano su Radio Londra. Il protagonista, Johnny, appassionato di lingua inglese, non sopporta però il forte accento italoamericano e pugliese dei discorsi in lingua originale di La Guardia, né apprezza particolarmente, al punto di gridare contro la radio, l'esortazione ad attaccare i tedeschi "con bastoni e con coltelli".